# Нурмухамеда Єсентаєва
Нурмухаме́да Єсента́єва (каз. Нұрмұхамед Есентаев) — село у складі Мактааральського району Туркестанської області Казахстану. Входить до складу Мактааральського сільського округу.
До 2007 року село називалось Дзержинський.
Населення — 2688 осіб (2021; 1687 у 2009, 1720 у 1999, 1461 у 1989).